# Яременко, Олег Владимирович
Олег Владимирович Яременко (18 июня 1966 года) — советский и украинский футболист, полузащитник.

## Карьера
Начинал свою карьеру в клубе «Подолье» (Хмельницкий). В 1989 году на один сезон покидал родную Украину и выступал во втором советском дивизионе за ивановский «Текстильщик».
После обретения независимости Украины полузащитник долгое время выступал в местной первой лиге. Яременко входил в пятерку ее главных гвардейцев, проведя во втором по силе футбольном дивизионе страны 299 игр. 17 октября 1996 года вместе с «Полиграфтехникой» полузащитник принял участие в матче 1/8 финала Кубка Украины против клуба Высшей лиге ЦСКА (Киев) (0:1).
Завершал свою карьеру Яременко в коллективе второй лиги «Рось» (Белая Церковь). Всего за команды мастеров СССР и Украины провел 489 матчей и забил 80 голов.